# Alex Sadkin
Alex Sadkin (9. dubna 1949, Fort Lauderdale – 25. července 1987, Nassau Bahamy byl v 80. letech 20. století americkým hudebním producentem.

## Biografie
Sadkin vyrostl ve Fort Lauderdale přes ulici od Bennett Elementary School a hrál na saxofon v Sunrise Junior High School a Fort Lauderdale High School. Alex navštěvoval první ročník univerzity v Miami v Coral Gables v oboru biologie. Navštěvoval Florida State University v Tallahassee, kde hrál na basovou kytaru s přáteli z dětství Lyle LaBarbera (rytmická kytara) a Jimem Hendee (bubny), a se zpěvákem Philem Turkem. V roce 1971 získal bakalářský titul v oboru geologie. Začal v hudebním průmyslu jako saxofonista pro Las Olas Brass ve Fort Lauderdale na Floridě.
Po ukončení studia Sadkin spolupracoval s Jimem Hendeeem na farmě mořských želv Mariculture, Ltd. na ostrově Grand Cayman, kde oba žili na pláži Seven Mile Beach, několik kilometrů od města Hell. Během šestiměsíčního života a přístrojového potápění získali svou první chuť hrát reggae v několika klubech kolem ostrova.
Když se Sadkin vrátil na jižní Floridu, začal nahrávací kariéru. Byl nejprve vycvičený jako inženýr masteringu, ale nakonec se přestěhoval do nahrávacího studia jako "tape-op" (asistent inženýr) na Criteria Studios v Miami, Florida. Jeho první velký zlom nastal poté, co zapůsobil na Neil Younga svojí mixovací schopnosti, a nakonec se stal vedoucím inženýrem Compass Point Studio v Nassau, Bahamy. Pracoval po boku šéfa Insel Records Chrise Blackwella na mnoha projektech labelu, nejvíce skvěle s Bob Marley & The Wailers, včetně klíčové Rastaman Vibration.
Jako plnohodnotný člen Compass Point All Stars od prvního dne, začal produkovat umělce pro Island Records (Grace Jonesová, Marianne Faithfullová, Robert Palmer, Joe Cocker), zatímco dělá mixážní práce pro jiné labely (Talking Heads). Mezi dalšími umělci, které produkoval v osmdesátých letech, patří James Brown, J. Geils Band, Thompson Twins, Classix Nouveaux, Foreigner, Duran Duran, Simply Red, Arcadia a Paul Haig.
Alex produkoval první dvě alba Thompson Twins (jako trio), Quick Step a Side Kick (1983) a Into the Gap (1984), stejně jako originální britské single vydání „Lay Your Hands on Me“. pozdní 1984. Skupina se však s ním rozešla jako s producentem pro jejich další album a rozhodla se, že v Paříži budou produkovat taky v budoucnu. Před jeho propuštěním po pádu zpěváka Tom Baileyho, uvolnění bylo odloženo. Odložení je přimělo, aby přehodnotili projekt, a producent Nile Rodgers byl následně vyzván, aby spolu s ním vytvořil singl „Lay Your Hands on Me“ a vydal v roce 1985.
Alex Sadkin byl mentorem inženýra a producenta Phil Thornalley, který by pokračoval v práci s The Cure, Johnny Hates Jazz a Natalie Imbruglia. On měl zvláštní dárek být schopen pochopit a analyzovat umělecké vnitřní tvůrčí schopnosti a talenty, i když umělec nemohl. Skladatel-klávesista Wally Badarou řekl o Sadkinovi: „Jeho oddanost k udržení skutečného „progresivního mixu“ od slova „jít“ byla skvělá lekce a od té doby jsem vytvořil systém pro mé následné produkce.“
Sadkin zemřel při autonehodě v Nassau ve věku 38 let, krátce po dokončení produkční práce na eponymním 1987 albu Boom Crash Opera a těsně předtím, než měl začít pracovat se Ziggy Marley. Písně „Do You Believe in Shame“ od Duran Duran, Robbie Nevil „Gone Too Soon“ a Grace Jonesová „No Well Well“ jsou všechny věnovány jeho paměti. Také album Joe Cocker Unchain My Heart (1987) je věnováno vzpomínce na Alexa Sadkina.

## Vybrané produkční kredity
- Stephen Stills – Illegal Stills (1976)—Mixing
- Stills-Young-Band – Long May You Run (1976)—Mixing
- Third World – Journey To Addis (1978)
- Bob Marley and the Wailers – Survival (1979)
- Grace Jones – Warm Leatherette (1980)
- Grace Jones – Nightclubbing (1981)
- Grace Jones – Living My Life (1982)
- Joe Cocker – Sheffield Steel (1982)
- Thompson Twins – Quick Step and Side Kick (1983)
- Paul Haig (ex-Josef K) – Rhythm of Life (1983)
- Talking Heads – Speaking in Tongues (1983)—Mixing Credit
- Duran Duran – Is There Something I Should Know? (1984)—Mixing Credit
- Duran Duran – Seven and the Ragged Tiger (1983)
- Thompson Twins – Into the Gap (1984)
- Thompson Twins – "Lay Your Hands on Me" (1984)—Original Single Production, později přepracována Nile Rodgersem (1985)
- Foreigner – Agent Provocateur (1984)
- Arcadia – So Red the Rose (1985)
- Robbie Nevil – Robbie Nevil (1986)
- Boom Crash Opera – Boom Crash Opera (1987)
- Simply Red – Men and Women (1987)